# 1952年当雄地震
当雄地震是1952年8月18日凌晨在西藏發生的震級7.5地震。

## 説明
震中位於中國西藏自治區拉薩縣丹雄縣的寧興唐古拉山 。當雄和附近的那曲縣遭受了嚴重破壞。在距離南部100多公里（62英里）的拉薩有這種感覺。

## 損傷
地震破壞了热振寺，在雷廷（拉徵）和塘母有54人喪生。死亡總數未知。

## 備註
當雄縣在2008年又發生了一次嚴重地震（2008年当雄地震），地震發生在西南部，靠近唐古拉山脈。